# Emory Holloway
Rufus Emory Holloway (* 16. März 1885 in Marshall, Missouri; † 30. Juli 1977) war ein US-amerikanischer Literaturwissenschaftler, Hochschullehrer und Biograf.

## Leben
Rufus Emory Holloway erhielt 1906 seinen Bachelor vom Hendrix College und machte 1912 seinen Master an der University of Texas. Anschließend studierte er von 1913 bis 1914 an der Columbia University und wurde ab 1914 Dozent und 1916 Assistenzprofessor für Englisch an der Adelphi University. Seine wissenschaftliche Laufbahn wurde durch seinen Militärdienst im Ersten Weltkrieg unterbrochen, als er der American Expeditionary Force in Frankreich diente. Er kehrte 1919 zur Adelphi zurück und wurde Englischprofessor, was er bis 1937 blieb. Anschließend wurde er Assistenzprofessor für Amerikanische Literatur am Queens College, City University of New York und wurde 1954 emeritiert.
Bereits während seiner Zeit an der Columbia wurde Holloway auf den US-amerikanischen Dichter Walt Whitman aufmerksam. Er veröffentlichte mehrere Essays und Bücher über dessen Leben und Wirken. Mit seiner 1926 erschienenen Biografie Whitman: An Interpretation in Narrative wurde Holloway mit einem Pulitzer-Preis für die Beste Biografie ausgezeichnet. Mit seinem 1960 erschienenen Buch Holloway's Free and Lonesome Heart stellte sich Holloway seinen Kritikern, die ihm zuvor vorwarfen, Whitmans Homosexualität ignoriert zu haben.

## Werk
- The Uncollected Poetry and Prose of Walt Whitman (1921)
- Whitman: An Interpretation in Narrative (1926)
- Holloway's Free and Lonesome Heart (1960)

## Weblink
- Professor Emory Holloway, Biografical Sketch (englisch)

| Personendaten    | Personendaten                                                           |
| ---------------- | ----------------------------------------------------------------------- |
| NAME             | Holloway, Emory                                                         |
| ALTERNATIVNAMEN  | Holloway, Rufus Emory (vollständiger Name)                              |
| KURZBESCHREIBUNG | US-amerikanischer Literaturwissenschaftler, Hochschullehrer und Biograf |
| GEBURTSDATUM     | 16. März 1885                                                           |
| GEBURTSORT       | Marshall, Missouri                                                      |
| STERBEDATUM      | 30. Juli 1977                                                           |